# Диокл (из Аттики)
Диокл (др.-греч. Διοκλῆς, Δίοκλος) — персонаж древнегреческой мифологии. Элевсинский герой.
Упомянут Гомером. По мегарскому рассказу, был влюблён в мегарского юношу и, защищая его, пожертвовал своей жизнью в бою. В его память в Мегарах учреждены игры, на которых юноши состязались в поцелуях. Мегарцы клялись Диоклом. Согласно Плутарху, Тесей отнял у мегарян Элевсин, обманув правителя Диокла.